# Gunilla Palmstierna-Weiss
Gunilla Palmstierna-Weiss (Losanna, 28 marzo 1928 – Stoccolma, 20 novembre 2022) è stata una costumista, scenografa, scultrice, ceramista e attrice teatrale svizzera.

## Biografia
Gunilla Palmstierna-Weiss nacque a Losanna, figlia dei medici Kule Palmstierna e Vera Herzog, e nipote di Erik Palmstierna, ministro degli esteri svedese nel 1920. Dopo il divorzio dei genitori, Gunilla visse con la madre tra Rotterdam e Berlino durante la seconda guerra mondiale. Successivamente studiò ad Amsterdam e Parigi prima di trasferirsi in Svezia. 
Dopo un primo matrimonio con il grafico svedese Mark Christopher Sylwan si risposò con Peter Weiss nel 1964 e la coppia rimase insieme fino alla morte del drammaturgo nel 1980. Acclamata costumista e scenografa teatrale nel 1966 vinse il Tony Award ai migliori costumi per Marat/Sade a Broadway. Tra il 1966 e il 1989 fu un'assidua collaboratrice di Ingmar Bergman, curando costumi e scenografie per molte delle sue rappresentazioni teatrali.